# Alfred William Alcock
Alfred William Alcock (Bombay, 23 de junio de 1859 - Kent, 24 de marzo de 1933) fue un médico, naturalista y carcinólogo británico.

## Primeros años y estudios
Alcock era el hijo de un capitán de barco, John Alcock de Bombay (India), quien se retiró a vivir en Blackheath, en Londres. Su madre era hija de Christopher Puddicombe, el único hijo de un hacendado de Devon.
Alcock estudió en Mill Hill School, en Blackheath Proprietary School y en Westminster School. En 1876 su padre se enfrentó a pérdidas financieras, por lo que Alcock fue sacado de la escuela y enviado a la India, en el distrito de Wayanad. Allí fue atendido por familiares dedicados a la siembra de café. Cuando tuvo 17 años pasó una temporada en las selvas de Malabar.

## Carrera
Luego del declive de la plantación de café en la que trabajaba, Alcock obtuvo un puesto de comisionado de oficina en Calcuta. Sin embargo esta oficina cerró pronto y entre 1878 y 1880 trabajó en Purulia como agente de contratación de trabajadores no calificados para los jardines de té de Assam. Fue durante sus estancia aquí cuando un conocido, Duncan Cameron, le dejó un libro de Michael Foster, Physiology Primer. En sus notas autobiográficas escribió:

That little book was to me what the light from heaven was to St. Paul. It set my face towards natural science. He regretted that he never got to know Michael Foster, but throughout the rest of my life I have thought of him with the gratitude of a disciple, for his Primer and for his Textbook of Physiology which I got as soon as I had mastered his Primer. Its philosophical spirit impressed me very deeply
Ese pequeño libro fue para mí lo que la luz del cielo fue a San Pablo. Fijó mi cara hacia la ciencia natural. Lamento nunca haber llegado a conocer a Michael Foster, pero he pensado el resto de mi vida he pensado en él con la gratitud de un discípulo, por su Primer y por su libro de Textbook of Physiology  que me dieron tan pronto como lo había dominado su Primer. Su espíritu filosófico me impresionó profundamente.

Otro amigo que hizo en Purulia fue el teniente coronel J. J. Wood, entonces Comisario Sanitario Adjunto del lugar. Wood le invitó al estudio de la botánica, la historia natural y la química. Durante este tiempo Alcock incluso cavó fosas para estudiar los cuerpos de los seres humanos, usando Osteology de Holden en sus estudios de huesos. Alcock acerca de esta época escribió.

Thence I crept on by means of a Nicholson's Manual of Zoology to the Descent of Man and the Origin of Species. I was now resolved to be a doctor, but I could not think how it was to come to pass
Desde allí me arrastré por medio del Manual de Zoología de Nicholson al Origen del hombre y el Origen de las especies. Ahora estaba decidido a ser doctor, pero no podía pensar en lo que iba a venir a pasar.

En 1880 tomó un puesto como asistente jefe en una escuela de varones para europeos, en Darjeeling. Aquí Wood dejó a su hijo bajo la tutela de Alcock. En 1881 la hermana mayor de Alcock se trasladó a la India dado que su marido era un distinguido oficial de la Administración Pública de la India. Alcock regresó a casa a empezar su entrenamiento médico. Encontró la Universidad de Aberdeen económica y entró a Marischal College (perteneciente a dicha universidad) en octubre de 1881. Durante su primer año fue premiado con una medalla en la clase de Historia Natural del zoólogo Henry Alleyne Nicholson. Incluso se desempeñó como cirujano en el Aberdeen Royal Infirmary. En 1885 se graduó con honrosa distinción y se unió al Servicio Médico de la India.
Alcock llegó a la India en 1886 y sirvió en la frontera noroeste con los regimientos Sikh y Punjab. En Baluchistán se ocupó de su primer caso de una mordedura mortal de la serpiente Echis carinatus. En 1888 se le ofreció el cargo de cirujano-naturalista de la Indian Marine Survey. Aceptó el puesto embarcándose con ellos en el buque Investigator donde permaneció hasta 1892. Allí estudió zoología marina y publicó numerosos trabajos junto a James Wood-Mason entre otros. De estos viajes en la India escribió  A Naturalist in Indian Seas en 1902, el cual es considerado un clásico entre los libros de viajes de historia natural.
En 1892 renunció Alcock (habiendo alcanzado el rango de mayor) y se convirtió en comisionado sanitaria adjunto de Bengala Oriental. En 1893 Wood-Mason regresó a Inglaterra y Alcock accedió a remplazarlo actuar en su nombre durante su ausencia, sin embargo Wood-Mason murió en el trayecto y Alcock fue nombrado Superintendente del Museo de la India. En 1895-96 estuvo en la Comisión de Fronteras Pamis y escribió  Natural History sobre la base de los resultados de esta expedición. En el Museo de la India, Alcock trabajó en la mejora de las galerías públicas de reptiles, peces e invertebrados.
Sir George King, quien era el presidente de los fideicomisarios le apoyó pero tras su retiro, a Alcock se le brindó poco apoyo. Lord Curzon decidió exhibir las colecciones del Museo de la India como un monumento a la reina Victoria en 1903 y Alcock recibió la orden de desalojar la galería de los peces en el aviso de un momento. Alcock protestó ante el hecho pues:

...it would be disgraceful to dismantle a gallery of Invertebrates which included an exhibit of the recent mosquito-malaria discoveries, at a moment when those discoveries seemed at last to have driven into the thickest British skull the great truth that the study of zoology was of some use to mankind.
...sería una vergüenza desmantelar una galería de invertebrados que incluía una exposición de los recientes descubrimientos de mosquitos de la malaria, en un momento en que esos descubrimientos parecían por fin haber conducido en las cráneos británicos la gran verdad que el estudio de la zoología era de alguna utilidad para la humanidad.

La galería se salvó pero la biblioteca fue vaciada. Estas experiencias lo hicieron renunciar y regresar a casa en 1906 diciéndole por escrito al gobierno que le era imposible ocupar el puesto de superintendente del Museo y rogándole conseguir alguien mejor por el bien de la Ciencia de Zoología y de mis sucesores. En la carta Alcock escribió que zoología era una rama de la ciencia pura embarazada de interés humano, importante para el estado en materia de educación, en materia agrícola y veterinario, y en el asunto vital de la salud pública. Sugirió además la creación de "un zoológico de estudio hindú" con un museo y laboratorio administrado por zoólogos de los Servicios Geológicos y Botánico.
Tras recibirse la carta, se le pidió que retirara su renuncia con la promesa de reformas en el Museo de la India, sin embargo Alcock respondió que me mantuve a mi determinación de que si la posición en el Museo de la India debía ser mejorada por mis esfuerzos no cínicos potentados en Simla nunca se debe decir que yo había conseguido que la alteración para mi propio beneficio.
De vuelta en Londres hizo amistad con Patrick Manson, a quién conocía desde sus tiempos de estudiante. Empezó a trabajar en la medicina tropical en la Escuela de Medicina Tropical del Albert Dock Seamen's Hospital.
En 1897 se casó con Margaret Forbes Cornualles, de Aberdeen. Fue elegido miembro de la Royal Society en 1901 y nombrado compañero de la Orden del Imperio de la India en 1903 y recibió la Medalla de Barclay de parte de La Sociedad Asiática de Bengala en 1907.

## Epónimos
En su honor han sido nombradas, entre otras, las siguientes especies:
- Bathynemertes alcocki Laidlaw, 1906
- Sabellaria alcocki
- Pourtalesia alcocki Koehler, 1914
- Aristeus alcocki Ramadan, 1938
- Pasiphaea alcocki (Wood-Mason & Alcock, 1891)

## Abreviatura (zoología)
La abreviatura Alcock  se emplea para indicar a Alfred William Alcock como autoridad en la descripción y taxonomía en zoología.